# 1999 XM172
1999 XM172 är en asteroid i huvudbältet som upptäcktes den 10 december 1999 av LINEAR i Socorro County, New Mexico.
Asteroiden har en diameter på ungefär 8 kilometer och den tillhör asteroidgruppen Eos.